# Schulek Elemér
| Schulek Elemér                            | Schulek Elemér                            |
| Kattints az alábbi külső linkek egyikére! | Kattints az alábbi külső linkek egyikére! |
| ----------------------------------------- | ----------------------------------------- |
| Nem található szabad kép.(?)              |                                           |
| külső link · jogvédett                    | Schulek Elemér gyógyszerész, akadémikus   |

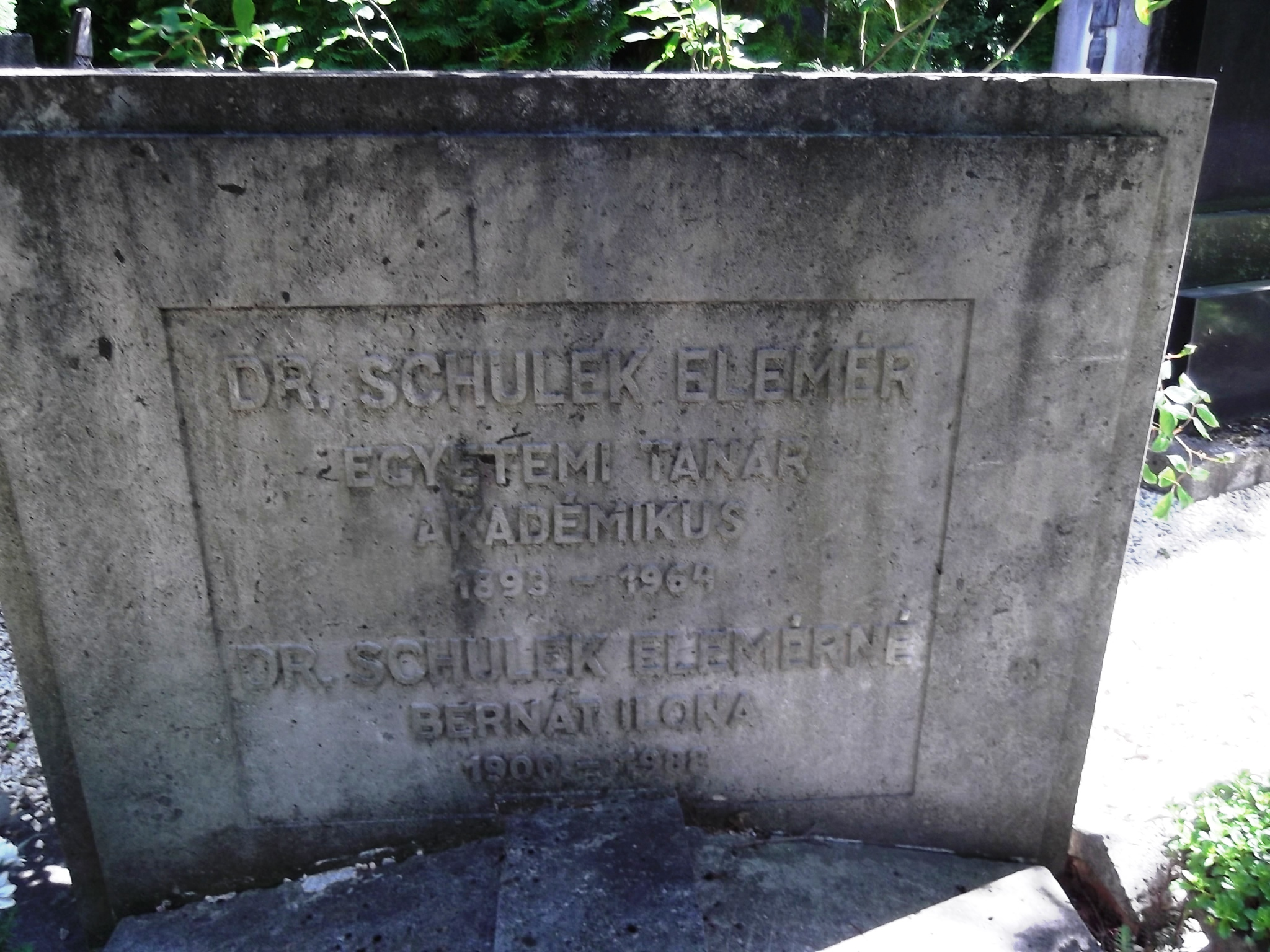
Schulek Elemér (1898-1964) és felesége Bernáth Ilona (1900-1988) sírja a Farkasréti temetőben

Schulek Elemér (Késmárk, 1893. szeptember 3. – Budapest, 1964. október 14.) magyar vegyész, gyógyszerész, egyetemi tanár, az MTA tagja, Kossuth-díjas (1949 és 1951).

## Életpályája
Gyógyszerész családban született, majd ő is gyógyszerészetet tanult a Budapesti Tudományegyetemen. Az első világháború alatt tanulmányait négy évre félbe kellett szakítania, eleinte katonaként harcolt, majd 1915-től 1918-ig egy tábori kórházban, végül egy tábori laboratóriumban teljesített szolgálatot. 1918-ban gyógyszerészi, 1920-ban gyógyszerészdoktori oklevelet szerzett. 1919-től 1927-ig a budapesti egyetem szervetlen kémiai intézetében dolgozott gyakornokként, majd tanársegédként Winkler Lajos mellett. Eközben hosszabb amerikai tanulmányutat tett. 1927-ben állást vállalt az Országos Közegészségügyi Intézet kémiai osztályán, ahol később az osztály vezetője lett. 1944-ben a budapesti egyetem Szervetlen és Analitikai Kémiai Tanszékének lett nyilvános rendes tanára. A második világháború után kétszer részesült Kossuth-díjban. Az 1954-ben megjelent V. Magyar Gyógyszerkönyv szerkesztése Schulek Elemér elnökletével folyt.
Több tudományos szervezetnek volt a tagja, és bizonyos tudományos folyóiratoknak a szerkesztőjeként dolgozott.

## Kutatási területe
A klasszikus kémiai analízis neves művelője volt. Jelentősek gyógyszer-analitikai, továbbá halogénvegyületeket alkalmazó metodikái. A titrimetriába új indikátorokat vezetett be.

## Akadémiai karrierje
1941-ben a Magyar Tudományos Akadémia levelező, 1945-ben rendes tagjává választották.

## Művei
- A kvantitatív analitikai kémia elvi alapja és módszerei. Szabó Zoltánnal. Tankönyvkiadó, Budapest, 1966.
- Gyógyszerellenőrzés. Kvantitatív analitikai kémiai módszerek. Laszlovszky Józseffel. Akadémiai Kiadó, Budapest, 1969

## Emlékezete
- Emléktáblája Budapest XI. kerületében a Bartók Béla út 10-12. alatt található.
- A Nemzeti Emlékhely és Kegyeleti Bizottság  2004-ben úgy döntött, hogy Schulek Elemér sírhelyét (Farkasréti temető, Budapest, Parcella, Szakasz, Sor, Sír: 20, N/A, körönd 1, 7/8) "A” kategóriában a nemzeti sírkert részévé nyilvánítja.)[3]